# Wenisbuch
Wenisbuch ist eine von zwei Katastralgemeinden sowie ein Dorf im Bezirk Mariatrost in der steirischen Landeshauptstadt Graz. Die namensgebende Ortschaft liegt im äußersten Nordosten der Stadt und ist ländlich geprägt.

## Geographie
Die Katastralgemeinde Wenisbuch erstreckt sich vom nordöstlichen Stadtrand bei Weinitzen und Fölling bis zum Leechwald unweit des Stadtzentrums und umfasst außerdem die Ortschaften Kroisbach und Rettenbach. Mit einer Fläche von 949 Hektar ist sie nach Gösting und Webling die drittgrößte Grazer Katastralgemeinde. Im Gebiet um das Dorf Wenisbuch liegen die bekannten Hügel Platte und Hauenstein sowie das beliebte Ausflugsziel Rettenbachklamm. Die auf einem Rücken zwischen den beiden Erhebungen gelegene Hauptsiedlung ist über Gemeindestraßen aus mehreren Richtungen erreichbar.
Die Wenisbucher Tertiärmulde stellt eine mit sarmatischen Sedimenten, Sanden und Tonen gefüllte Randbucht des Grazer Beckens dar. Sie wird durch den Rettenbach zum Mariatroster Bach hin entwässert.

## Geschichte
Das Hochtal von Wenisbuch galt bereits im Spätmittelalter als fruchtbar und wurde in Friedenszeiten von Bauern besiedelt. Für eine Fliehburg auf dem südlich vorgelagerten Kogelberg ist aus dem frühen 14. Jahrhundert die Bezeichnung 
Wernher(i)spurch überliefert. Mundartlich wurde der Name über die Jahrhunderte zu Wenisbuch verschliffen.
1766 wurden bei Mariatrost Steinkohlevorkommen entdeckt und angeordnet, diese durch den berggerichtlichen Amtsverwalter auf Staatskosten untersuchen zu lassen. In den grünlichen Tegeln zwischen Tullgraben und Wenisbuch wurde ein in zwei Bänke aufgespaltenes, geringmächtiges Braunkohleflöz gefunden. 1856 bekam der Gewerke Josef Rothler vom Bergkommissariat Voitsberg eine Schurfbewilligung für die Katastralgemeinde Wenisbuch erteilt. Noch im selben Jahr meldete er einen Freischurf über der Hutweide des Wastlbauern an und ließ bis Ende 1857 insgesamt 800 Tonnen steinkohlehältiges Material fördern. Vermutlich durch die Eröffnung der Mariatroster Bahn wurde der Braunkohlebergbau in Wenisbuch 1898 erneut angeregt und, vor allem in einem Graben zwischen dem Dorf und der Platte, bis 1920 fortgesetzt.

## Wirtschaft und Infrastruktur
Während die Katastralgemeinde aufgrund ihrer Ausdehnung über ein weites Spektrum an Funktionalität verfügt, weist die eigentliche Ortschaft Wenisbuch dörflich-ländlichen Charakter auf. Entlang der Wenisbucher Straße reihen sich Einfamilienhäuser und einige landwirtschaftliche Betriebe aneinander. Dazu kommen ein Gasthof sowie zwei Buschenschänken. Die umliegenden Flächen werden von Grünland und zwei Obstbauflächen westlich und südlich der Hauptsiedlung bestimmt.  